# مايكل جاكسون (كرة سلة)
مايكل جاكسون (بالإنجليزية: Michael Jackson)‏ مواليد 13 يوليو 1964 في فيرفاكس، هو لاعب كرة سلة أمريكي سابق. بدأ مسيرته الاحترافية في سنة 1987. تم اختياره من قبل فريق نيويورك نيكس خلال الدرافت. حمل الرقم 2. يبلغ طوله 6 قدم 2 بوصة (1.9 م). اعتزل اللعب في 1990.

## روابط خارجية
- مايكل جاكسون على موقع إن بي أي (الإنجليزية)
- مايكل جاكسون على موقع سبورتس رفرنس (الإنجليزية)
- مايكل جاكسون على موقع كلية كرة السلة في سبورتس رفرنس.كوم (الإنجليزية)
- مايكل جاكسون على موقع ريلجم (الإنجليزية)
- مايكل جاكسون على موقع بروبوليرز (الإنجليزية)